# Sarah Louisa Forten Purvis
Sarah Louisa Forten Purvis (1814–1884) est une poétesse afro-américaine, abolitionniste et féministe de Philadelphie, en Pennsylvanie. Elle cofonde la Philadelphia Female Anti-Slavery Society et rédige de nombreux poèmes pour le journal anti-esclavagiste The Liberator. Elle les publie sous son nom ou sous les noms de plume « Ada » ou « Magawisca ». C'est une figure importante de l'histoire de l'abolitionnisme et du féminisme et elle contribue à la notion d'intersectionnalité.

## Biographie

### Jeunesse et formation
Purvis, née Forten, naît en 1814 à Philadelphie, en Pennsylvanie,. Elle est l'une des trois « Forten Sisters » et a également trois frères. Sa mère, Charlotte Vandine Forten, la deuxième femme de son père, James Forten, sont tous deux des Afro-Américains abolitionnistes. Charlotte Vandine Forten est enseignante. James Forten, homme politique et homme d'affaires avisé investit une part importante de sa fortune pour financer des croisades abolitionnistes et aider les esclaves affranchis. Le couple fonde et finance environ 6 organisations abolitionnistes.
Les sœurs de Sarah Louisa Forten sont Harriet Forten (1810–1875) et Margaretta Forten (1808–1875). Les trois sœurs, avec leur mère, fondent la Philadelphia Female Anti-Slavery Society en 1833, une organisation de femmes abolitionnistes noires et blanches, qui milite également pour l'égalité de genre. Les femmes Forten sont les déléguées de l'organisation dans les conventions régionales et nationales. Ce n'est pas la première société anti-esclavagiste féminine mais elle joue un rôle important dans les origines du féminisme américain.
Avec d'autres parents noirs aisés, James Forten créé une école qui offre à ses élèves une éducation équivalente à celle des écoles privées de Philadelphie réservées aux Blancs. Outre cette scolarité, Sarah Louisa Forten Purvis et ses sœurs reçoivent une éducation privée à domicile. Elles sont membres de la Female Literary Association, une fraternité de femmes noires fondée en 1833 par Sarah Mapps Douglass — qui fait partie d'une autre importante famille abolitionniste à Philadelphie. Sarah Louisa Forten Purvis commence ses activités littéraires à travers cette organisation où elle communique anonymement des essais et des poèmes.

### Carrière
Sarah Louisa Forten Purvis est une poétesse. Ses œuvres sont citées dans certaines bourses d'études sous les pseudonymes « Ada » et « Magawisca », ainsi que sous son propre nom. Dans le domaine poétique il y a une certaine incertitude autour des noms de plume « Ada ». Certains poèmes sous ce pseudonyme peuvent être attribués à tort à Forten Purvis. On lui attribue l'écriture de nombreux poèmes sur l'expérience de l'esclavage et de la féminité. Certaines des œuvres les plus connues de Forten Purvis incluent An Appeal to Woman (Un appel à la femme) et The Grave of the Slave (La tombe de l'esclave). Toutes deux sont publiées, parmi d'autres, lorsqu'elle a une vingtaine d'années, dans le journal abolitionniste The Liberator, fondé par William Lloyd Garrison, dont James Forten, son père est l'un des financeurs. Le poème The Grave of the Slave est ensuite mis en musique par Francis Johnson et la chanson est souvent utilisée comme hymne lors de rassemblements anti-esclavagistes. Ce même poème est publié dans les brochures de la Convention anti-esclavagiste de New York en 1837. Sarah Louisa Forten Purvis participe à des campagnes anti-esclavagistes dans le District de Columbia jusqu'à ce qu'elle quitte Philadelphie avec son mari.

## Écrits
La maternité et la filiation dans le contexte de l'esclavage sont des thèmes qui irriguent la poésie de Forten Purvis,, . Ces sujets sont issus d'une vision personnelle selon Julie Winch (une historienne de l'Université du Massachusetts), et sont inspirées par l'ascendance, le statut et les antécédents intellectuels de Forten Purvis. Bien qu'elle n'ait jamais été elle-même opprimée par l'esclavage, sa poésie décrit l'expérience angoissante de l'asservissement en tant que femme d'origine africaine. La notion de parenté culturelle est présente dans une grande partie de sa poésie. De plus, la marginalisation et l'oppression qu'elle décrit se révèlent être aggravées dans de nombreux cas par la nature genrée de la poésie. Ces poèmes, bien qu'ils traitent principalement des expériences vécues par les personnes soumises au système de l'esclavage, montrent également que l'expérience vécue par les femmes est liée à leur race. Des exemples de l'expérience du racisme en tant qu'expérience de la féminité peuvent être trouvés dans les textes suivants : An Appeal to Women, The Slave Girl's Address to her Mother, A Mother's Grief et The Slave Girl's Farewell .

La Une du premier numéro de l'hebdomadaireThe Liberator

| Titre                                             | Année | Publié dans                               |
| ------------------------------------------------- | ----- | ----------------------------------------- |
| An Appeal to Women dans the Nominally Free States | 1837  | Anti Slavery Convention of American Women |
| The Farewell                                      | 1832  | The Liberator                             |
| The Grave of the Slave                            | 1831  | The Liberator                             |
| A Mother's Grief                                  | 1832  | The Liberator                             |
| Prayer                                            | 1831  | The Liberator                             |
| The Separation                                    | 1833  | The Liberator                             |
| To the Hibernia                                   | 1833  | The Liberator                             |
| The Slave Girl's Address to her Mother            | 1831  | The Liberator                             |
| The Abuse of Liberty                              | 1831  | The Liberator                             |
| Hours of Childhood                                | 1834  | The Liberator                             |
| A Slave Girl's Farewell                           | 1835  | The Liberator                             |
| Past Joys                                         | 1831  | The Liberator                             |
| My Country,                                       | 1834  | The Liberator                             |

## Contributions féministes
Les contributions poétiques de Forten Purvis au militantisme féministe sont discutées dans le monde universitaire comme une contribution tout aussi considérable à l'intersectionnalité. Par exemple, son poème An Appeal to Women est identifié à travers le prisme de la race et de la féminité dans le livre de Janet Gray Race and Time (2004). De même, Julie Winch s'intéresse à la relation de Forten Purvis avec la féminité et la race. Ce poème, qui est distribué et lu aux participantes de la convention anti-esclavagiste pour les femmes en 1873, s'adresse principalement aux femmes blanches,. En particulier, il les exhorte à se joindre par solidarité et sororité à leurs homologues afro-américaines dans la lutte contre l'esclavage. Gray suggère que ce qui rend ce poème intersectionnel dans son féminisme est l'identification par Forten Purvis de la pluralité d'être Noire et d'être une femme, par rapport à l'expérience vécue d'une femme blanche. De plus, ce poème fait mention de l'auto-objectivation de l'« équité » des femmes blanches comme synonyme de leur valeur sociale par opposition à l'action des femmes noires qui ne se limite pas à l' « équité » (dans ce cas le terme fait référence à la couleur de peau). Le poème de Forten Purvis joue à l'inverse sur l'« équité » des femmes blanches comme une « vertu » ou de façon plus contemporaine, une marque de privilège. Elle appelle les femmes blanches à utiliser cette « vertu » pour militer pour la défense de leurs sœurs noires. Gray suggère que la poésie de Forten Purvis transforme ses lectrices en agent du changement.

### Poésie
Dans d'autres poèmes de Forten Purvis, un thème récurrent traite de la nature dualiste de la couleur noire en relation à la féminité. Cette diffusion intersectionnelle des idéaux féministes et des expériences des femmes noires à travers la poésie ne peut être isolée dans ses écrits. L'autrice Ira V. Brown précise que les femmes qui militent au sein de la Philadelphia Female Anti Slavery society, quelles que soient leurs actions (dans le cas de Forten Purvis, la poésie créative) contribuent à ce qu'elle appelle « le berceau du féminisme ». En d'autres termes elles participent au développement de ce concept qui prend corps à la Convention de Seneca Falls pour le droit des femmes en 1848, acte fondateur du féminisme américain.

### Correspondance
Sur le thème des préjugés, Forten Purvis pense que toutes les personnes, quel que soit leur sexe, ont la responsabilité d'agir en tant que catalyseurs politiques dans l'abolition de l'esclavage. En témoigne sa lettre à Angelina Grimke, écrite le 15 avril 1837,. Elle précise que l'homme ou la femme doivent être des contributeurs égaux à cette cause et que les femmes, quelle que soit leur condition d'oppression politique à l'époque, doivent prendre en considération leurs « sœurs » et agir en fonction de cette considération.

### Esquisses
Forten Purvis contribue à l'imagerie de l'emblème de la « femme suppliante ». En adaptant cet emblème à leurs propres besoins, de nombreuses femmes américaines dessinent des représentations de l'emblème, dont Forten Purvis. Comme le précise l'historien Jean Fagan Yellin, Forten Purvis ajoute en privé son interprétation de l'emblème sous forme de croquis dans l'album d'Elizabeth Cady Stanton.

## Mauvaise attribution de certaines œuvres
Certaines des œuvres de Forten Purvis sont publiées sous les noms de plume « Ada » ou « Magawisca ». Selon certains chercheurs, une abolitionniste quaker du nom d'Eliza Earle Hacker (1807-1846), de Rhode Island, est l'autrice de ce que beaucoup pensaient être une partie de l'œuvre de Forten Purvis. Bien qu'il y ait peu de preuves quant aux poèmes qui ne sont pas en fait ceux de Forten Purvis, il y a quelques distinctions possibles. Par exemple, la signature « Ada » de Forten Purvis s'accompagne toujours d'une précision quant au lieu où la poésie a été composée, contrairement à Eliza Earle Hacker. Quoi qu'il en soit, de nombreux auteurs anti-esclavagistes et abolitionnistes utilisent des noms de plume pour protéger leur identité et, par conséquent, il est devenu difficile d'attribuer certaines œuvres à certaines personnes. Pour cette raison, le tableau présenté ici ne référence que les œuvres dans lesquelles le lieu d'origine est spécifié comme étant Philadelphie (État d'origine de Forten Purvis).
Plus précisément, le poème signé « Ada » intitulé Lines : Suggested on Reading 'An Appeal to Christian Women of the South' by Angelina Grimké, très probablement écrit par Eliza Earle Hacker, est souvent attribué à Forten et inclus comme tel dans des anthologies afro-américaine.

## Vie privée
Le 7 janvier 1838, Sarah Forten épouse Joseph Purvis à Burlington Country, New Jersey. Joseph Purvis investit son héritage pour acquérir une ferme de 200 acres à Bensalem, dans le comté de Bucks et s'y installe avec sa femme. Ils ont huit enfants, dont William B. Purvis. Joseph Purvis est le frère de Robert Purvis, homme politique afro-américain, féministe et abolitionniste, mari d'Harriet Forten et donc beau-frère de Sarah Forten. À la mort brutale de son mari, l'exploitation de la ferme se dégrade, les dettes s'accumulent et, sans ressources, Sarah Louisa Forten Purvis et ses enfants retournent s'installer dans la maison familiale des Forten, sur Philadelphia's Lombard Street.
Sarah Louisa Forten Purvis meurt en 1884 à Philadelphie à son domicile. Certaines œuvres qui parlent de sa vie et de sa poésie indiquent qu'elle est décédée en 1857 ou en 1898,. Cet écart de date peut être lié à l'attribution incertaine de certains poèmes à son œuvre.